# Tecuo Sugamata
Tecuo Sugamata (japonsko 菅又 哲男), japonski nogometaš, * 29. november 1957.
Za japonsko reprezentanco je odigral 23 uradnih tekem.